# جک هندی
جک هندی (انگلیسی: Jack Handey؛ زادهٔ ۲۵ فوریهٔ ۱۹۴۹) کمدین، بازیگر اهل ایالات متحده آمریکا است.
وی همچنین برندهٔ جوایزی همچون جوایز امی شده‌است.